# Oleh Koeznetsov
Oleh Koeznetsov (Oekraïens: Олег Володимирович Кузнєцов) (Maagdenburg, 22 maart 1963) is een voormalig Oekraïens voetballer en huidig trainer.

## Biografie
Koeznetsov begon zijn carrière bij Desna Tsjernigov en maake in 1983 de overstap naar het grote Dynamo Kiev. Met deze club won hij drie keer de landstitel, drie keer de beker en in 1986 ook de Europacup II. In 1990 maakte hij de overstap naar het Schotse Rangers. In zijn tweede wedstrijd blesseerde hij zich aan zijn ligamenten en was een jaar geblesseerd. In zijn periode bij de Rangers wonnen ze vier keer de landstitel, maar Koeznetsov was slechts een invaller in deze periode doordat hij zijn plaats kwijt was toen hij uit blessure terugkeerde. In 1994 trok hij naar het Israëlische Maccabi Haifa en daarna beëindigde hij zijn carrière bij CKSA Kiev.
Met het nationale elftal nam hij deel aan twee WK's en in 1988 werd hij tweede op het EK. Na het uiteenvallen van de Sovjet-Unie speelde hij even voor het GOS en daarna voor Oekraïne. Na zijn spelerscarrière werd hij trainer.
1 Dasajev ·
2 Bezsonov ·
3 Tsjivadze ·
4 Morozov ·
5 Demjanenko  ·
6 Boebnov ·
7 Jaremtsjoek ·
8 Jakovenko ·
9 Zavarov ·
10 Koeznetsov ·
11 Blochin ·
12 Bal ·
13 Lytovtsjenko · 
14 Rodionov ·
15 Larionov ·
16 Tsjanov ·
17 Jevtoesjenko ·
18 Protasov ·
19 Bilanov ·
20 Alejnikaw ·
21 Rats ·
22 Krakovskji ·
Coach: Lobanovskyj
1 Dasajev  ·
2 Bezsonov ·
3 Chidijatoellin ·
4 Koeznetsov ·
5 Demjanenko ·
6 Rats ·
7 Alejnikaw ·
8 Lytovtsjenko ·
9 Zavarov ·
10 Protasov ·
11 Bilanov ·
12 Visjnevskji ·
13 Soelakvelidze ·
14 Soekristov ·
15 Mychajlytsjenko ·
16 Tsjanov ·
17 Dmitrijev ·
18 Hotsmanov ·
19 Baltatsja ·
20 Pasoelko ·
Coach: Lobanovskyj
1 Dasajev  ·
2 Bezsonov ·
3 Chidijatoellin ·
4 Koeznetsov ·
5 Demjanenko ·
6 Rats ·
7 Alejnikaw ·
8 Lytovtsjenko ·
9 Zavarov ·
10 Protasov ·
11 Dobrovolski ·
12 Borodjoek ·
13 Tsveiba ·
14 Ljoetyj ·
15 Jaremtsjoek ·
16 Tsjanov ·
17 Zygmantovitsj ·
18 Sjalimov ·
19 Fokin ·
20 Gorloekovitsj ·
21 Brosjin ·
22 Oevarov ·
Coach: Lobanovskyj
1 Charin ·
2 Tsjernisjov ·
3 Tschadadze ·
4 Tsveiba ·
5 Oleh Koeznetsov ·
6 Sjalimov ·
7 Mychajlytsjenko  ·
8 Kantsjelskis ·
9 Alejnikaw ·
10 Dobrovolski ·
11 Joeran ·
12 Tsjertsjesov ·
13 Kirjakov ·
14 Ljoetyj ·
15 Kolyvanov ·
16 Dmitri Koeznetsov ·
17 Kornejev ·
18 Onopko ·
19 Ljedjachov ·
20 Ivanov ·
Coach: Bysjovets